# طاووسک آلن
طاووسک آلِن یا چنگر نوک‌سرخ آلِن (نام علمی: Porphyrio alleni)، که در گذشته به عنوان چنگر نوک‌سرخ کوچک شناخته می‌شد، یک پرنده آبی کوچک از خانواده یلوگان است. نام دوجمله‌ای پیشین آن Porphyrula alleni بود. Porphyrio در لاتین به معنای "swamphen" است، و alleni، مانند نام انگلیسی، یادبود افسر نیروی دریایی بریتانیا، دریاسالار ویلیام آلن (۱۷۹۲–۱۸۶۴) است.
زیستگاه زادآوری آن مرداب‌ها و دریاچه‌های جنوب صحرای آفریقا است. آنها یک آشیانهٔ شناور در مرداب‌ها و تالاب‌ها می‌سازند و ۲ تا ۵ تخم می‌گذارند. این گونه تا اندازه‌ای مهاجر است و جابجایی فصلی انجام می‌دهد.

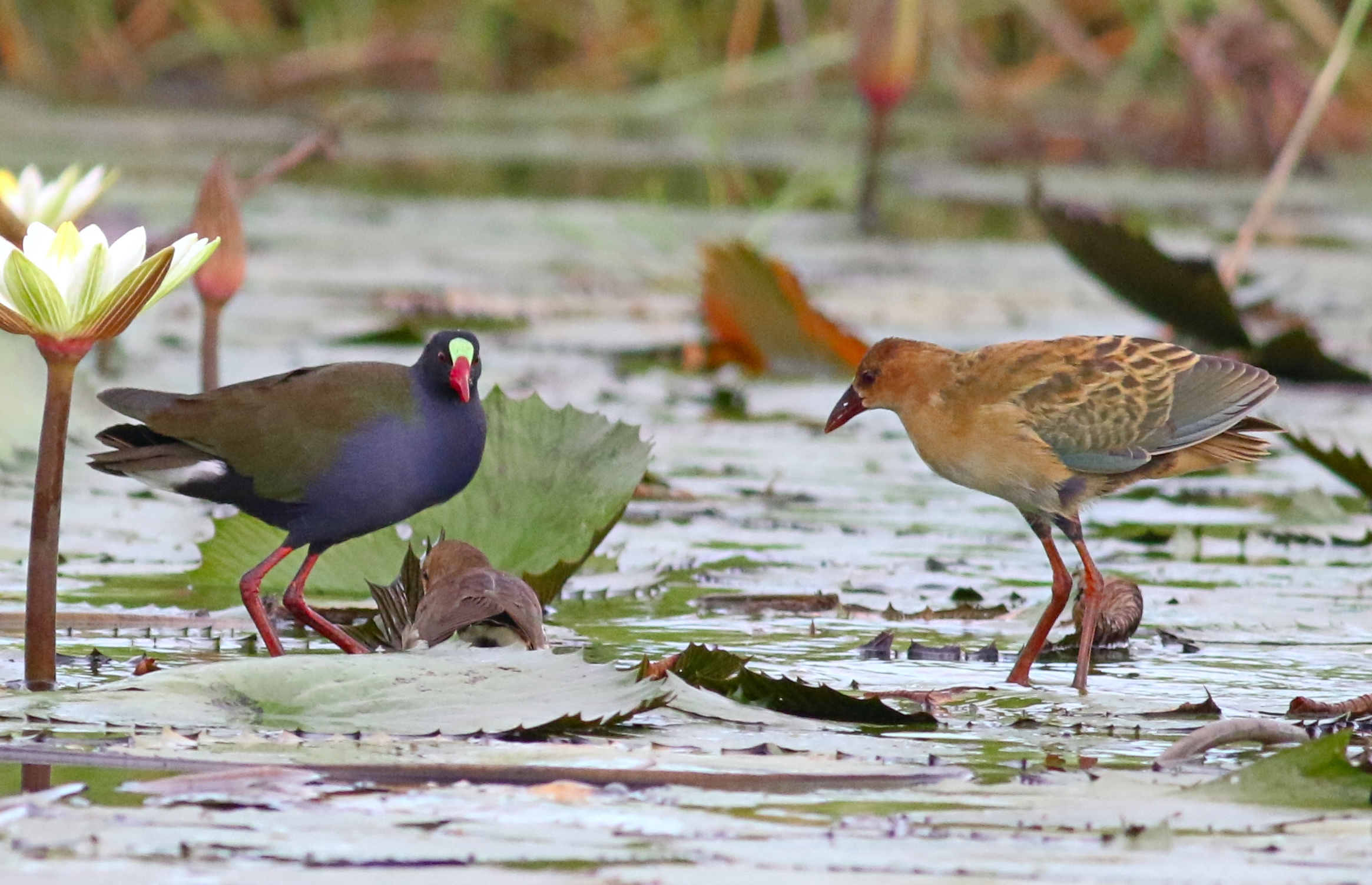
بالغ (چپ) و نابالغ (راست) در پارک ملی Chobe، بوتسوانا